# Осада Рагузы
Осада Рагузы (ит. Assedio di Ragusa) — осада в течение пятнадцать месяцев, с 866 по 868 годы, адриатического города Рагузы (современный Дубровник) флотом Барийского эмирата; часть арабо-византийских войн.

Политическая карта Балкан и Адриатического побережья в конце IX века

В 20-х годах 9 века на Западных Балканах местные славянские племена и города адриатического побережья отказались от византийского суверенитета и провозгласили себя независимыми. В результате Адриатическое море стало жертвой как славянских, так и арабских пиратов, постоянно грабивших прибрежные города и посёлки.
В 866 году арабы на 36 кораблях предприняли важную морскую экспедицию против побережья Далмации. Их флот под командованием Савдана, эмира Бари, вассала североафриканского Аглабидского эмирата, разграбил города Будва, Рисан и Котор, а затем приступил к осаде Рагузы. 
Городу удавалось сопротивляться осаде мусульман в течение пятнадцати месяцев, но, поскольку силы осаждённых истощались, они отправили послов в Константинополь в поисках помощи. Император Василий I согласился прийти им на помощь и снарядил флот из 100 кораблей под командованием способного и опытного патрикия Никиты Оорифы. Узнав от нескольких дезертиров о подходе византийского флота, арабы сняли осаду и вернулись в Бари.
Василий восстановил византийское правление над прибрежными городами и регионами в форме новой фемы Далмации, в то же время предоставив обширную автономию славянским племенным государствам во внутренних районах под властью их собственных правителей. 